# Арсений II Охридски
Арсений Охридски е православен духовник, последен охридски архиепископ през 1763 – 1767 година.

## Биография
Според народни предания е потомък на българския охридски род Баласчеви. Преди да стане архиепископ Арсений е пелагонийски митрополит. Той заема охридската катедра през 1763 година. През 1766 година пристига в Цариград и принуден от патриарх Самуил I Хандзерис на 16 януари 1767 година подписва документ, с който се отказва от архиепископската си титла, като отбелязва, че положението на Архиепископията ще се оправи, ако тя се предаде на Цариградската патриаршия. В този документ Арсений изрично отбелязва, че си запазва Пелагонийската катедра, но на 24 юни се отказва и от нея и тя е дадена на Натанаил Мъгленски. През 1767 година е принуден от да напусне поста, след което Охридската архиепископия е закрита и епархиите ѝ са подчинени на Цариградската патриаршия и присъединени към Драчката епархия. След тези събития Арсений се оттегля в келията на Зографския манастир в Карея, където остава до смъртта си.